# Gömör
 (signalé en août 2025).
Si vous disposez d'ouvrages ou d'articles de référence ou si vous connaissez des sites web de qualité traitant du thème abordé ici, merci de compléter l'article en donnant les références utiles à sa vérifiabilité et en les liant à la section « Notes et références ».
- Archive Wikiwix
- Bing
- Cairn
- DuckDuckGo
- E. Universalis
- Gallica
- Google
- G. Books
- G. News
- G. Scholar
- Persée
- Qwant
- (zh) Baidu
- (ru) Yandex
- (wd) trouver des œuvres sur Wikidata

Gömör ou Gemer (hongrois : Gömör ou Gömör vármegye ; latin : Comitatus Gömöriensis ; slovaque : Gemer) est un ancien comitat du royaume de Hongrie, créé lors de la fondation de l'État hongrois (XIe siècle) et ayant perduré jusqu'à la réforme territoriale de 1876 et sa fusion avec le comitat de Kishont pour former le comitat de Gömör és Kis-Hont.